# Ptochosaris
Ptochosaris é um gênero de traça pertencente à família Agonoxenidae.